# أنجي بونس

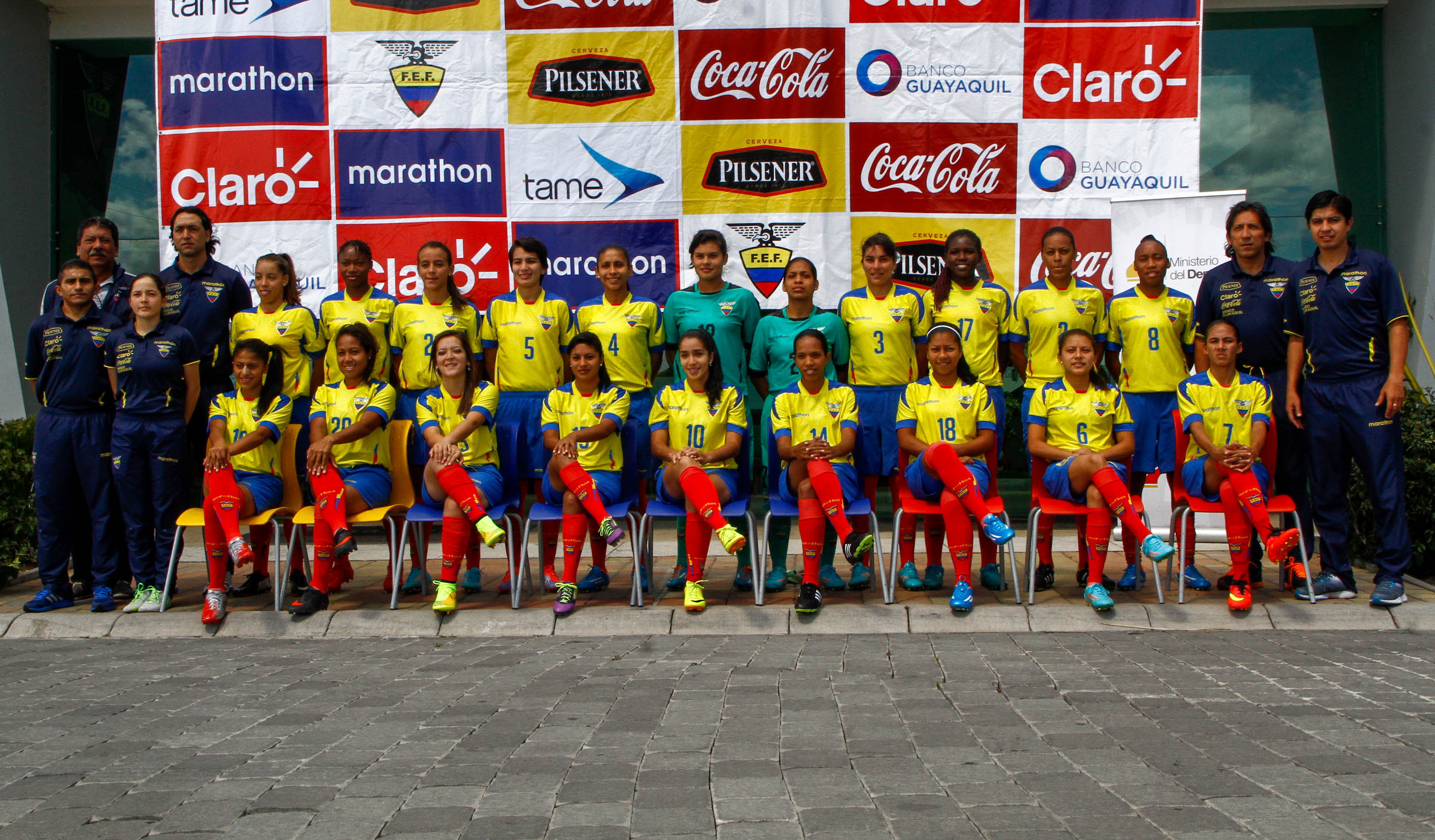
صورة رسمية للمنتخب النسائي لكرة القدم، وذلك استعدادًا لمشاركته في بطولة كوبا أمريكا للسيدات، التي أقيمت في عدة مدن إكوادورية خلال الفترة من 11 إلى 28 سبتمبر 2014.

أنجي بونس (14 يوليو 1996 بغواياكيل في الإكوادور - ) هي لاعبة كرة قدم إكوادورية في مركز الدفاع. شاركت مع منتخب إكوادور لكرة القدم للسيدات.

## وصلات خارجية
- أنجي بونس على موقع الاتحاد الدولي (مؤرشف)  (الإنجليزية)
- أنجي بونس على موقع الاتحاد الأوربي (الإنجليزية)
- أنجي بونس على موقع قاعدة بيانات كرة القدم.إي يو (الإنجليزية)
- أنجي بونس على موقع Soccerway.com (الإنجليزية)
- أنجي بونس على موقع عالم كرة القدم.نت (الإنجليزية)